# Сосновые пилильщики
Сосновые пилильщики (лат. Diprionidae) — семейство сидячебрюхих перепончатокрылых из группы пилильщиков надсемейства Tenthredinoidea. Имаго не питается. Личинки развиваются на хвойных породах, сильно вредят. Семейство включает в себя около 140 видов.

## Распространение
Встречаются повсеместно, в том числе в Европе. В России 3 вида, из которых два только на Дальнем Востоке.

## Классификация
12 родов и около 140 видов, в том числе:
- Diprion Schrank, 1802
  - Чёрно-жёлтый сосновый пилильщик (Diprion similis)[2] (Hartig 1836)
  - Diprion butovitschi Hedqvist 1967
  - Обыкновенный сосновый пилильщик (Diprion pini)[2] (Linnaeus 1758)
  - Diprion rufiventris Zierngiebl 1937
- Gilpinia Benson, 1939
  - Обыкновенный еловый пилильщик (Gilpinia hercyniae)[2] (Hartig 1837)
- Neodiprion Rohwer, 1918
  - Рыжий сосновый пилильщик (Neodiprion sertifer)[2] (Geoffroy, 1785). Личинки сильно вредят на сосне. Транспалеарктический вид.